# WTA Tour Championships 2012 - Singolare
Il singolare  del WTA Tour Championships 2012 è stato un torneo di tennis facente parte del WTA Tour 2012.
Petra Kvitová è la campionessa uscente ma si è ritirata dopo la prima partita del round robin a causa della bronchite. La campionessa 2012 è Serena Williams che ha battuto per 6-4, 6-3 Marija Šarapova.

## Giocatrici
1. Viktoryja Azaranka (semifinale)
2. Marija Šarapova (finale)
3. Serena Williams (Campionessa)
4. Agnieszka Radwańska (semifinale)

1. Angelique Kerber (round robin)
2. Petra Kvitová (round robin, ritirata)
3. Sara Errani (round robin)
4. Na Li (round robin)

### Riserve
1. Samantha Stosur (round robin)

1. Marion Bartoli (non ha giocato)

## Tabellone

### Legenda
| - Q = Qualificato - WC = Wild card - LL = Lucky loser | - ALT = Alternate - SE = Special Exempt - PR = Protected Ranking | - w/o = Walkover - r = Ritirato - d = Squalificato |

### Fase Finale
|  | Semifinali | Semifinali          | Semifinali          | Semifinali | Semifinali |  |  | Finale | Finale          | Finale          | Finale | Finale |  |
|  |            |                     |                     |            |            |  |  |        |                 |                 |        |        |  |
|  | 3          | Serena Williams     | Serena Williams     | 6          | 6          |  |  |        |                 |                 |        |        |  |
|  | 4          | Agnieszka Radwańska | Agnieszka Radwańska | 2          | 1          |  |  | 3      | Serena Williams | Serena Williams | 6      | 6      |  |
|  | 2          | Marija Šarapova     | Marija Šarapova     | 6          | 6          |  |  | 2      | Marija Šarapova | Marija Šarapova | 4      | 3      |  |
|  | 1          | Viktoryja Azaranka  | Viktoryja Azaranka  | 4          | 2          |  |  |        |                 |                 |        |        |  |

### Gruppo Rosso
|   |                    | Azarenka             | Williams    | Kerber               | Li          | RR V–P | Set V-P | Game V-P | Classifica |
| 1 | Viktoryja Azaranka |                      | 4-6, 4-6    | 6(11)–7, 7–6(2), 6-4 | 7–6(4), 6-3 | 2-1    | 4-3     | 40-38    | 2          |
| 3 | Serena Williams    | 6-4, 6-4             |             | 6-4, 6-1             | 7–6(2), 6-3 | 3-0    | 6-0     | 37-22    | 1          |
| 5 | Angelique Kerber   | 7–6(11), 6(2)–7, 4-6 | 4-6, 1-6    |                      | 4-6, 3-6    | 0-3    | 1-6     | 29-43    | 4          |
| 8 | Na Li              | 6(4)–7, 3-6          | 6(2)–7, 3-6 | 6-4, 6-3             |             | 1-2    | 2-4     | 30-33    | 3          |

La classifica viene stilata in base ai seguenti criteri: 1) Numero di vittorie; 2) Numero di partite giocate; 3) Scontri diretti (in caso di due giocatori pari merito ); 4) Percentuale di set vinti o di games vinti (in caso di tre giocatori pari merito ); 5) Decisione della commissione.

### Gruppo Bianco
|   |                               | Šarapova             | Radwańska             | Kvitová Stosur            | Errani                    | RR V-P  | Set V-P | Game V-P   | Classifica |
| 2 | Marija Šarapova               |                      | 5-7, 7-5, 7-5         | 6-0, 6-3 (w/ Stosur)      | 6-3, 6-2                  | 3-0     | 6-1     | 43-25      | 1          |
| 4 | Agnieszka Radwańska           | 7-5, 5-7, 5-7        |                       | 6-3, 6-2 (w/ Kvitová)     | 6(6)–7, 7-5, 6-4          | 2-1     | 5-3     | 48-40      | 2          |
| 6 | Petra Kvitová Samantha Stosur | 0-6, 3-6 (w/ Stosur) | 3-6, 2-6 (w/ Kvitová) |                           | 3-6, 6-2, 0-6 (w/ Stosur) | 0-1 0-2 | 0-2 1-4 | 5-12 12-26 | 4          |
| 7 | Sara Errani                   | 3-6, 2-6             | 7–6(6), 5-7, 4-6      | 6-3, 2-6, 6-0 (w/ Stosur) |                           | 1-2     | 3-4     | 35-40      | 3          |

La classifica viene stilata in base ai seguenti criteri: 1) Numero di vittorie; 2) Numero di partite giocate; 3) Scontri diretti (in caso di due giocatori pari merito ); 4) Percentuale di set vinti o di games vinti (in caso di tre giocatori pari merito ); 5) Decisione della commissione.